# Nébuleuse de l'Araignée rouge
NGC 6537 est une nébuleuse planétaire bipolaire située dans la constellation du Sagittaire. NGC 6537 a été découvert par l'astronome américain Edward Charles Pickering en 1882.

## Observation

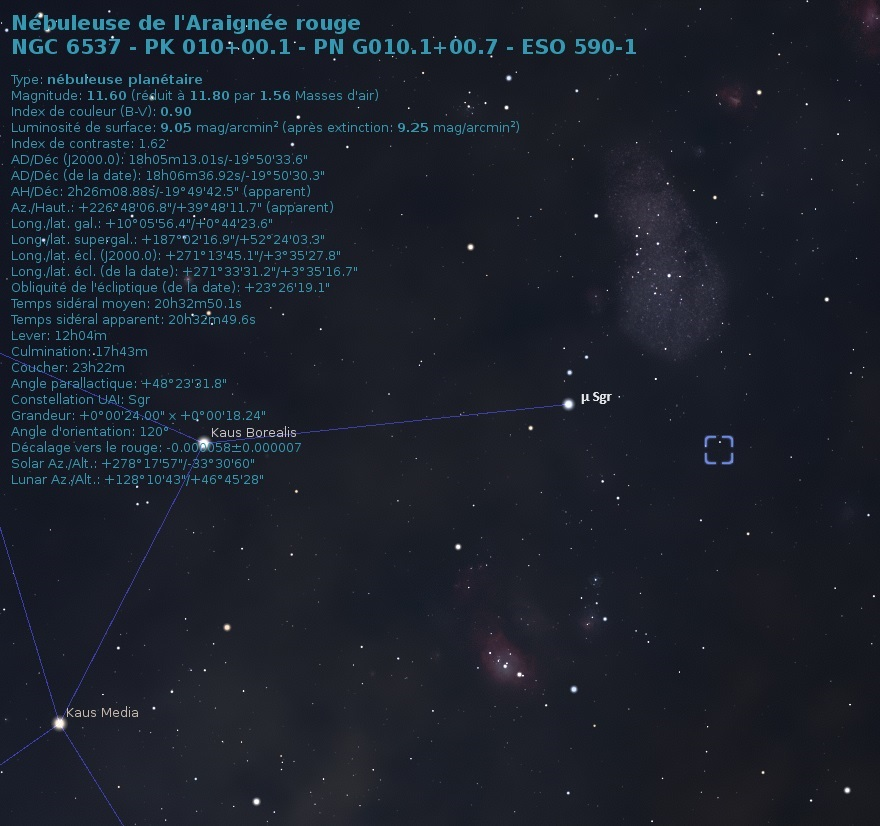
Localisation de NGC 6537 dans la constellation du Sagittaire (Stellarium).

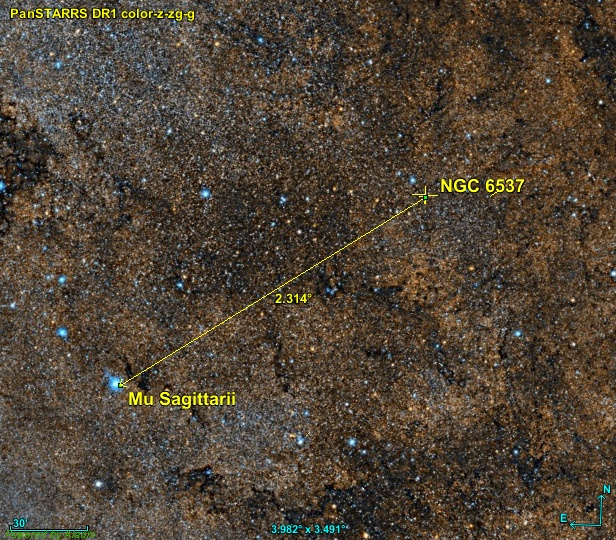
Position de NGC 6537 par rapport à Mu Sagittarii.

NGC 6537 est située dans la partie nord-ouest de la constellation du Sagittaire à environ 10 degrés au nord-est du centre de la Voie lactée et à 2,3 degrés au nord-est du système stellaire Mu Sagittarii. Sa lumière doit traverser un espace contenant beaucoup de poussière. Sans cette poussière, on estime qu'elle serait 40 fois plus brillante.
Avec une magnitude visuelle apparente de 11,6, on doit utiliser un télescope dont l'ouverture est d'au moins 200 mm pour l'observer. Comme plusieurs nébuleuses planétaires découvertes par Pickering et Copeland, NGC 6537 est difficilement discernable d'une étoile ordinaire, sauf si on utilise des filtres. Une comparaison clignotante dans laquelle un filtre bloque la lumière qui n'est pas émise par le nuage gazeux de la nébuleuse est le moyen le plus adéquat pour trouver la source lumineuse qui est une nébuleuse.

## Caractéristiques

### Distance et taille et vitesse
Dans un article paru en 2010, la distance de la nébuleuse est estimée à 1,508 ± 0,302 kpc (∼4 920 al). Dans le domaine du visible, cette nébuleuse apparaît formée de deux lobes et son apparence globale épouse la forme d'une ellipse.
Dans sa plus grance dimension, elle mesure 0,17′,. Compte tenu de la distance et grâce à un calcul simple, cela équivaut à une taille réelle de 0,24 ± 0,05 al. Dans le domaine de l'infrarouge, les dimensions de cette nébuleuse planétaire sont cependant très différentes. Selon un article publié en 2016, NGC 6537 mesure 230" × 56", ce qui correspond à une taille réelle de 5,5 ± 1,1 al × 1,34 ± 0,27 al.
Deux valeurs identiques de la vitesse sont aussi indiquées sur Simbad, soit −17,3 ± 2,0 km/s,.

### Étoile centrale
L'étoile centrale de NGC 6537 est une naine blanche dont la température est estimée à 200 000 ± 50 000 K et luminosité d'environ 103 {\displaystyle L_{\odot }}. Il s'agit de l'étoile la plus chaude connue. Sa masse est comprise entre 0,7 et 0,9 {\displaystyle M_{\odot }} et la masse du progéniteur est comprise entre 3 et 7 {\displaystyle M_{\odot }}.
L'étoile centrale extrêmement chaude génère génère des vents stellaires dont les vagues atteignent 100 milliards de kilomètres de hauteur. Ces vagues qui se déplacent à une vitesse supersonique de plus de 1 000 km/s sont à l'origine des radiations intenses émises par la nébuleuse.
La magnitude visuelle de cette étoile serait d'environ 14,43 ± 0,07

## Galerie

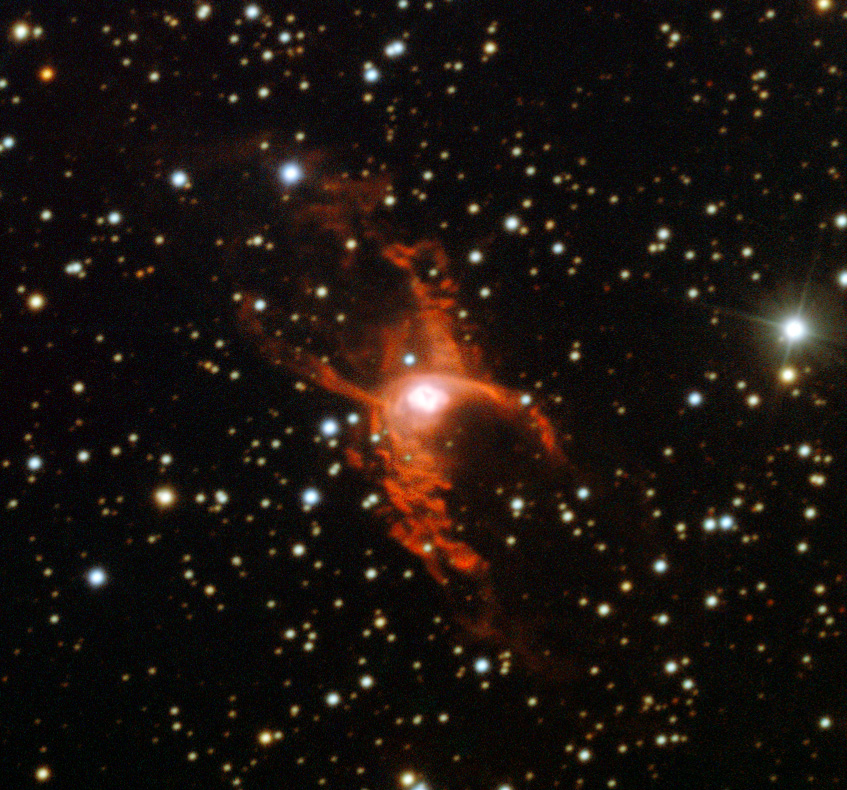
La nébuleuse NGC 6537 captée par le New Technology Telescope de l'observatoire de La Silla.
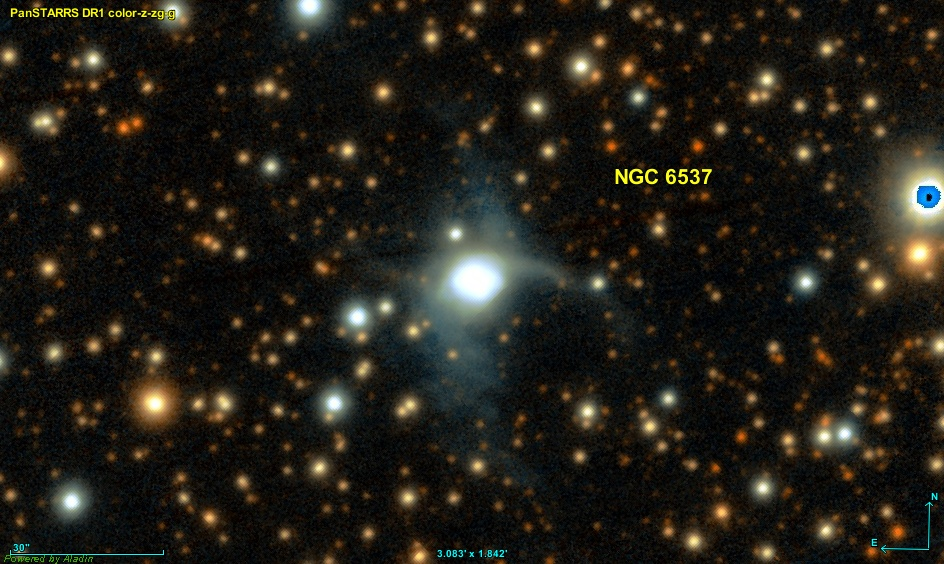
La nébuleuse planétaire NGC 6537 par le relevé Pan-STARRS.